# Портрет Павла Васильевича Голенищева-Кутузова
«Портрет Павла Васильевича Голенищева-Кутузова» — картина Джорджа Доу и его мастерской из Военной галереи Зимнего дворца.
Картина представляет собой погрудный портрет генерал-лейтенанта Павла Васильевича Голенищева-Кутузова из состава Военной галереи Зимнего дворца.
С начала Отечественной войны 1812 года генерал-майор Голенищев-Кутузов был генерал-адъютантом и находился при штабе 1-й Западной армии, в сражении при Островно был тяжело ранен и вернулся в армию только в октябре; после пленения Ф. Ф. Винцингероде возглавил его отряд. В Заграничных походах 1813—1814 годов отличился при Дрездене и Кульме, за что получил чин генерал-лейтенанта, вслед за тем отличился в Битве народов под Лейпцигом. После взятия Парижа состоял при императоре Александре I на Венском конгрессе и во время кампании Ста дней сопровождал его в новом походе во Францию.
Изображён в генерал-адъютантском мундире, введённом в 1815 году, со свитским аксельбантом. На шее кресты орденов Св. Георгия 3-го класса и Св. Владимира 2-й степени; по борту мундира креста австрийского ордена Леопольда и баварского Военного ордена Максимилиана Иосифа; справа на груди серебряная медаль «В память Отечественной войны 1812 года» на Андреевской ленте, бронзовая дворянская медаль «В память Отечественной войны 1812 года» на Владимирской ленте, крест шведского Военного ордена Меча и звёзды орденов Св. Александра Невского и Св. Владимира 2-й степени. С тыльной стороны картины надписи: Golen Kutusoff и Geo Dawe RA pinxt . Подпись на раме: П. В. Голенищевъ-Кутузовъ, Генер. Лейтенантъ.
Несмотря на то, что 7 августа 1820 года Комитетом Главного штаба по аттестации Голенищев-Кутузов был включён в список «генералов, служба которых не принадлежит до рассмотрения Комитета», фактическое решение о написании его портрета было принято раньше этой даты, поскольку гонорар Доу за этот портрет был выплачен 24 марта и 30 июня 1820 года. Готовый портрет был принят в Эрмитаж 7 сентября 1825 года. В собрании Большого Гатчинского дворца имеется авторское повторение галерейного портрета с подписью художника на лицевой стороне и датой: G. Dawe R. A. 1820  (холст, масло; 67 × 59 см; инвентарный № ГДМ-101-III).
В Лондонской фирме Paul & Dominic Colnaghi & Co по заказу петербургского книготорговца С. Флорана с портрета была сделана неподписанная литография, с указанием даты 1 января 1827 года. Один из сохранившихся отпечатков имеется в собрании Государственного Эрмитажа (китайская бумага, 67,5 × 50,5 см, инвентарный № ЭРГ-435), причём авторство литографии там не установлено. А. А. Подмазо считает, что автором этой литографии является Е. И. Гейтман .
В 1840-х годах в мастерской Карла Края по рисунку И. А. Клюквина с портрета была сделана литография, опубликованная в книге «Император Александр I и его сподвижники» и впоследствии неоднократно репродуцированная.

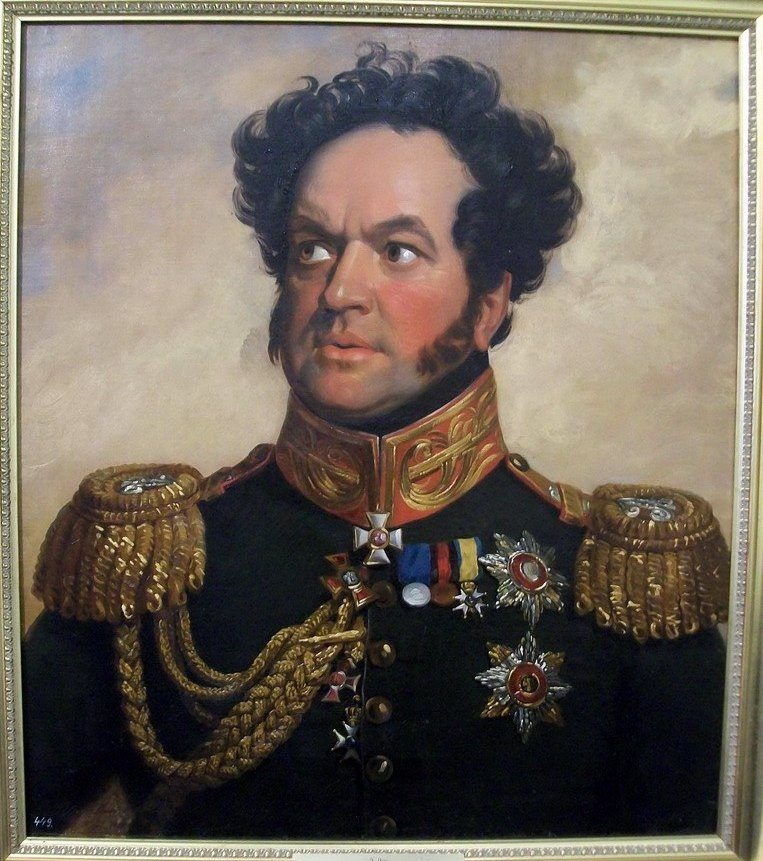
Портрет работы Дж. Доу, 1820 г., ГМЗ «Гатчина»
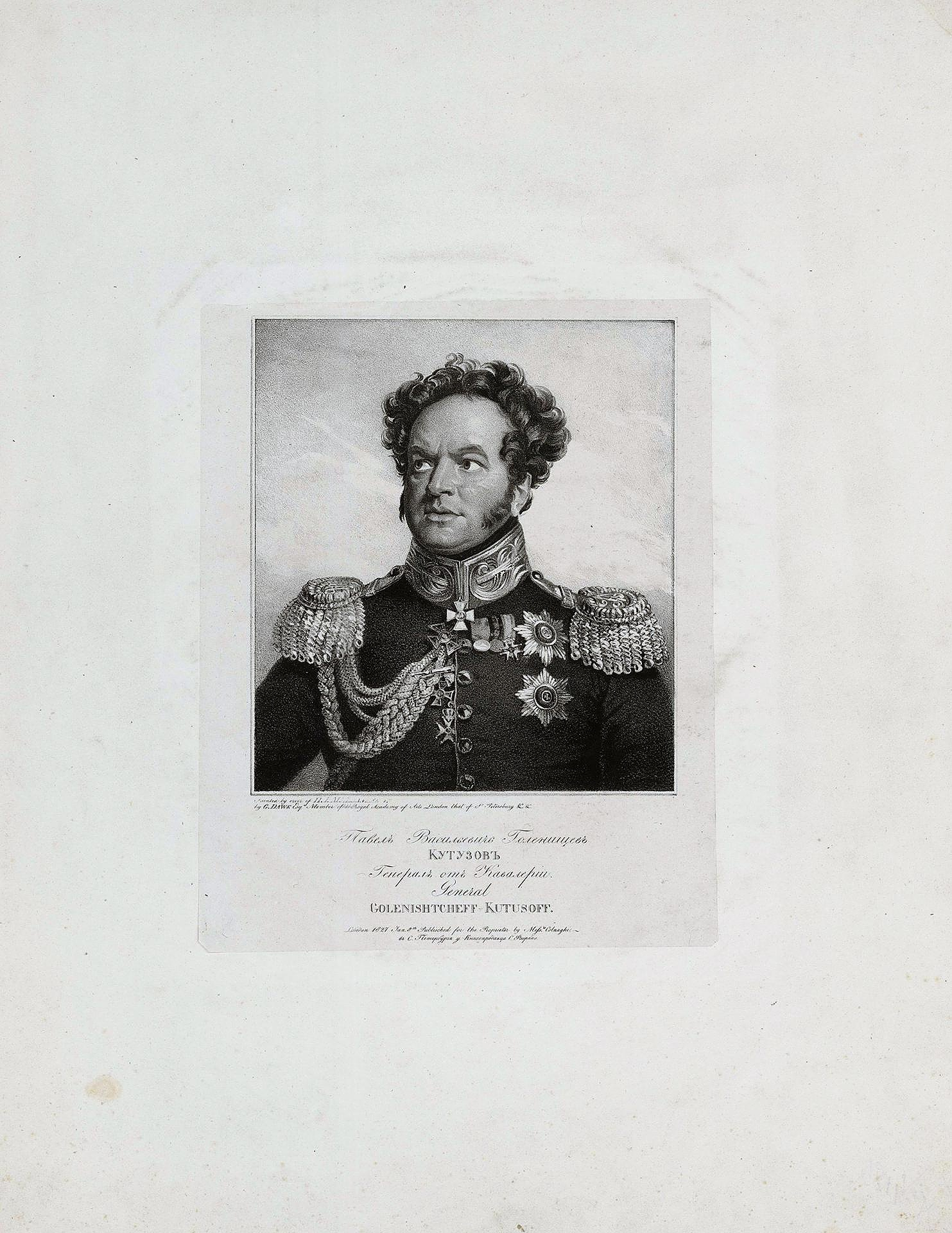
Литография неизвестного художника (Е. И. Гейтман?). 1827 год